# جورج سوندرز
جورج سوندرز (بالإنجليزية: George Saunders)‏ (1 مارس 1918 في المملكة المتحدة - 1 يناير 1982) هو لاعب كرة قدم بريطاني (وحمل سابقاً جنسية المملكة المتحدة لبريطانيا العظمى وأيرلندا) في مركز الظهير. لعب مع نادي إيفرتون.

## وصلات خارجية
- جورج سوندرز على موقع قاعدة بيانات كرة القدم.إي يو (الإنجليزية)